# دارودسته (فیلم ۱۹۸۹)
دارودسته (انگلیسی: The Firm) فیلمی تلویزیونی در سبک درام به کارگردانی آلن کلارک است که در سال ۱۹۸۹ منتشر شد. از بازیگران آن می‌توان به گری الدمن، لسلی منویل، فیل دیویس، جی سیمپسون و پاتریک مورای اشاره کرد.